# اریک ناوه
اریک ناوه (فرانسوی: Éric Navet‎؛ زادهٔ ۱۰ مهٔ ۱۹۵۹) سوارکار پرش اهل فرانسه است.